# جانستون ماكولي
جانستون ماكولي (بالإنجليزية: Johnston McCulley)‏ مؤلف روايات أمريكي (ولد يوم 2 فبراير من العام 1883) كتب العديد من القصص للسينما، وكان في بداياته يكتب تحت أسماء مستعارة، وتعد رواية زورو من أشهر رواياته.

## روابط خارجية
- جونستون ماكولي على موقع IMDb (الإنجليزية)
- جونستون ماكولي على موقع الموسوعة البريطانية (الإنجليزية)
- جونستون ماكولي على موقع أول موفي (الإنجليزية)
- جونستون ماكولي على موقع قاعدة بيانات الأفلام السويدية (السويدية)
- جونستون ماكولي على موقع قاعدة بيانات الفيلم (الإنجليزية)